# Tuapoka cavata
Tuapoka cavata là một loài nhện trong họ Agelenidae.
Loài này thuộc chi Tuapoka. Tuapoka cavata được miêu tả năm 1973 bởi Raymond Robert Forster & Wilton.